# شهرستان اوز
شهرستان اِوَز یکی از شهرستان‌های استان فارس در ایران است. مرکز این شهرستان، شهر اوز است.
این شهرستان در تاریخ ۱۰ مهر ۱۳۹۸ از شهرستان لارستان جدا شد و مستقل گردید.

## مردم شناسی
مردم این شهرستان از قومیت لارستانی (اچمی) که قومیتی پارسی است، هستند و به گویش اوزی از زبان لارستانی (اچمی) سخن می‌گویند.

## موقعیت جغرافیایی
شهرستان اوز از شمال و شرق با شهرستان لارستان، از شمال غربی با شهرستان جویم، از غرب با شهرستان خنج و از جنوب با شهرستان گراش همسایه است.

## تقسیمات کشوری
شهرستان اوز دارای ۲ بخش، ۴ دهستان و ۳ شهر به شرح زیر است:

### شهرستان اوز
| بخش    | مرکز بخش | جمعیت بخش ۱۳۹۵ | نام دهستان | مرکز دهستان | جمعیت دهستان ۱۳۹۵ | شهر         | جمعیت شهر ۱۳۹۵      |
| ------ | -------- | -------------- | ---------- | ----------- | ----------------- | ----------- | ------------------- |
| مرکزی  | اوز      | ۲۹٬۲۰۷ نفر     | فیشور      | فیشور       | ۵٬۸۸۳ نفر         | اوز         | ۱۹٬۹۸۷ نفر          |
| مرکزی  | اوز      | ۲۹٬۲۰۷ نفر     | اوز        | کهنه        | ۳٬۳۳۷ نفر         | اوز         | ۱۹٬۹۸۷ نفر          |
| بیدشهر | کوره     | ۱۱٬۵۲۴ نفر     | قلات       | قلات        | ۲٬۸۴۴ نفر         | بیدشهر کوره | ۴٬۴۴۷ نفر ۲٬۷۰۶ نفر |
| بیدشهر | کوره     | ۱۱٬۵۲۴ نفر     | بیدشهر     | هود         | ۱٬۵۲۷ نفر         | بیدشهر کوره | ۴٬۴۴۷ نفر ۲٬۷۰۶ نفر |

## جمعیت
بر پایه سرشماری عمومی نفوس و مسکن در سال ۱۳۹۵، جمعیت شهرستان اوز برابر با ۴۰٬۷۳۱ نفر بوده است.